# Davit Gvanceladze
Davit Gvanceladze (28. března 1937 Batumi – 1. května 1984 Tbilisi) byl sovětský a gruzínský zápasník – klasik, bronzový olympijský medailista z roku 1964.

## Sportovní kariéra
Zápasení se začal aktivně věnovat v 14 letech v rodném Batumi pod vedením Akaki Miminošviliho. Na vysokou školu šel studovat do Tbilisi, kde se dostal do tréninkové skupiny Petre Ijordanišviliho, pod kterým se specializoval na řecko-římský styl. V sovětské mužské reprezentaci se pohyboval od roku 1957 ve váze do 67 (70) kg. V roce 1960 dostal v nominaci na olympijské hry v Římě přednost týmový kolega Avtandil Koridze. Do sovětského olympijského týmu se vešel v roce 1964. Na olympijských hrách v Tokiu prohrál ve druhém kole s Turkem Kazımem Ayvazem a v 5. kole byl z turnaje vyřazen dosažením 6 negativních bodů. V turnaji však zbyl pouze Turek Ayvaz, který bral zlatou olympijskou medaili. O zbylé dvě medaile se utkal s v rozstřelu s domácím Japoncem Tokuaki Fudžitou a Rumunem Valeriu Bularcou. S Rumunem prohrál, Japonce porazil, a protože Rumun závěrečný zápas s Japoncem takticky zremizoval získal bronzovou olympijskou medaili. Sportovní kariéru ukončil v roce 1968. Věnoval se trenérské a funkcionářské práci. Zemřel předčasně v roce 1984.

## Výsledky
| Turnaj            | 1963 | 1964 |
| Turnaj            | 26   | 27   |
| Turnaj            | -70  | -70  |
| ----------------- | ---- | ---- |
| Olympijské hry    |      | 3.   |
| Mistrovství světa | 2.   |      |